# Wapisiwisibiwininiwak
Wapisiwisibiwininiwak (Waabiziiwiziibiwininiwag) /Swan Creek band,  "men of the swan river." ; u značenju “swan creek men”, od wapisi, labud, sibi, rijeka i ininiwak, ljudi/, jedna od skupina Chippewa Indijanaca kojea je nekada živjela na Swan creeku, blizu jezera St. Clair u Michiganu.
Najveći dio svoje zemlje prodali su 1836. pa ih se dio preselio u Kansas gdje je utemeljen rezervat nešto zapadnije od Ottawe u okrugu Franklin, gdje su im se ostali priključili 1864. Zajedno s njima možda je bilo i pripadnika skupine Mekadewagamitigweyawininiwak. Na rezervatu su se ujedinili s Munseejima. Negdje do 1901 godine, prodali su svu svoju zemlju u Kansasu i otišli na Indijanski teritorij (Oklahoma).